# Astrogauchos
Astrogauchos es una película de Argentina filmada en colores dirigida por Matías Szulanski sobre su propio guion basado en el argumento de Bernardo Szulanski que se estrenó el 20 de junio de 2019 y que tuvo como actores principales a  Ezequiel Tronconi y Laura Laprida.

## Sinopsis
En 1966 un joven ingeniero y docente universitario que afirma que el satélite Sputnik fue hecho con los planos que le robaron y que la Argentina dispone de los medios para llevar una nave tripulada a la Luna antes que estadounidenses y soviéticos, es nombrado en un cargo público para llevarlo a cabo.
La película fue candidata al Premio Sur 2019 al Mejor Maquillaje.

## Reparto
Participaron del filme los siguientes intérpretes:
- Ezequiel Tronconi...Emilio Castillo
- Laura Laprida...	Laura Cooke de Castillo
- Alberto Suárez...	Luis Etchegoyen
- Daniel Alvaredo
- Germán Baudino
- Verónica Intile...	Verónica Eustache
- Alejandro Jovic...Damián Marquís
- Clara Kovacic...	Reportera
- Fernando Miró...Carlos Ferrari
- Débora Nishimoto...Florencia Kurosawa de Marquís
- [[Maria Eugenia Rigon]...	Gregoria Buch

## Comentarios
Gaspar Zimerman en Clarín opinó:

”Lo mejor es la ambientación. La dirección de arte se las rebuscó para exprimir el acotado presupuesto…si hay algo para elogiar son las locaciones, la escenografía, el vestuario, los peinados y el maquillaje, rubros que le dan a la película un aspecto vibrante, juguetón, moderno. También es un acierto la elección de la banda de sonido -The Mamas & the Papas, Herbie Hancock, Vinicius de Moraes- para completar un panorama con perfume al Instituto Di Tella… lo cierto es que en Astrogauchos hay poco de qué reírse.

Juan Pablo Cinelli en Página 12 dijo:

”…película de época con un importante despliegue de vestuario; con una inusual variedad de locaciones, muchas de ellas de gran envergadura; y puestas de cámara y composiciones de cuadro muy planificados…Astrogauchos es una ucronía al filo de lo lisérgico que Szulanski usa no solo para esbozar un retrato ácido de la “argentinidad”, si no para realizar una crítica a una forma de hacer política. ….Astrogauchos inventa una Argentina que no fue para retratar a la de siempre. O al menos para poner en escena esa fantasía pesimista en la que los argentinos le atribuyen todos los fracasos a un complot de terceros, que se empeñan en impedir que alcancemos el inevitable destino de mejor país del mundo.

Diego Batlle escribió en La Nación sobre el filme:

”…el guionista y director…apuesta a romper con el realismo imperante en el cine nacional con una tragicomedia absurda que propone una relectura bastante despiadada sobre la Argentina de la segunda mitad de la década del 60. …un impecable despliegue visual...una precisa reconstrucción de época...y algunos pasajes de humor negro (casi al borde de la crueldad hacia su atribulada criatura) que remiten por momentos a la filmografía de los hermanos Ethan y Joel Coen. No siempre la fórmula funciona, pero se agradecen la búsqueda, el riesgo y, claro, los no pocos hallazgos estéticos y narrativos.